# Люблинский, Дмитрий Сергеевич
Люблинский Дмитрий Сергеевич (3 августа 1931, Ленинград) — советский и российский яхтсмен, чемпион СССР.

## Биография
Родился и всю жизнь прожил в Санкт-Петербурге, включая период блокады 1941—1944 годов.
Мать — Анна Александровна Люблинская (1903—1983), педагог, заслуженный деятель науки РСФСР.
Дмитрий начал заниматься парусным спортом в 1948 году в Центральном яхт-клубе ВЦСПС. Способного юношу на должность шкотового пригласил в свой экипаж один из ведущих специалистов парусного спорта СССР Дмитрий Коровельский. Их сотрудничество длилось около 20 лет.
Главное спортивное достижение Люблинского — победа в Чемпионате СССР 1950 года в классе яхт «Л-4» в составе экипажа: Коровельский (рулевой), Константин Бехтерев, Юрий Мосин.
В 1959 году был серебряным призёром чемпионата СССР в классе  «R-5,5». Вошёл в состав сборной команды СССР и был кандидатом на участие в Летних Олимпийских играх 1960 года.
Завершил гоночную карьеру в 1968 году, став капитаном крейсерской яхты. В 1990-х годах избирался председателем Совета капитанов  Санкт-Петербургского Речного яхт-клуба. Создал «Книгу памяти» яхтсменов Санкт-Петербурга.
Проживает в Санкт-Петербурге.

## Образование
Окончил Ленинградский электротехнический институт, работал инженером-конструктором.